# Fraisse
Fraisse ist eine französische Gemeinde mit 173 Einwohnern (Stand 1. Januar 2022) im Département Dordogne in der Region Nouvelle-Aquitaine (vor 2016: Aquitanien). Die Gemeinde gehört zum Arrondissement Bergerac und zum Kanton Pays de la Force.
Der Name in der okzitanischen Sprache lautet Fraisse, der sich vom lateinischen fraxinus (deutsch Esche) ableitet. Das Wappen der Gemeinde zeigt ein Malteserkreuz über einer Esche, ein Hinweis darauf, dass die Güter der Pfarrgemeinde im 14. Jahrhundert zum Malteserorden gehörten.
Die Einwohner werden Fraissois und Fraissoises genannt.

## Geographie
Fraisse liegt ca. 15 km nordwestlich im Einzugsbereich (Aire urbaine) von Bergerac in der Region Bergeracois der historischen Provinz Périgord im Südwesten des Départements.
Umgeben wird Fraisse von den Nachbargemeinden:
| Beaupouyet Saint-Géraud-de-Corps | Saint-Géry                                  | Bosset                   |
|                                  | Kompassrose, die auf Nachbargemeinden zeigt | Saint-Georges-Blancaneix |
| Monfaucon                        |                                             | Saint-Pierre-d’Eyraud    |

Fraisse liegt im Einzugsgebiet des Flusses Dordogne.
Die Lidoire, ein rechter Nebenfluss der Dordogne, durchquert das Gebiet der Gemeinde. Der Martarieux, ein Nebenfluss der Isle, entspringt in Fraisse. Die Gouyne ist ein Nebenfluss des Barailler und bewässert die Gemeinde ebenso wie ihr gleichnamiger Zufluss, der in Fraisse entspringt.
Das Gemeindegebiet ist heute zu 80 % mit See-Kiefern und Eichen bedeckt.

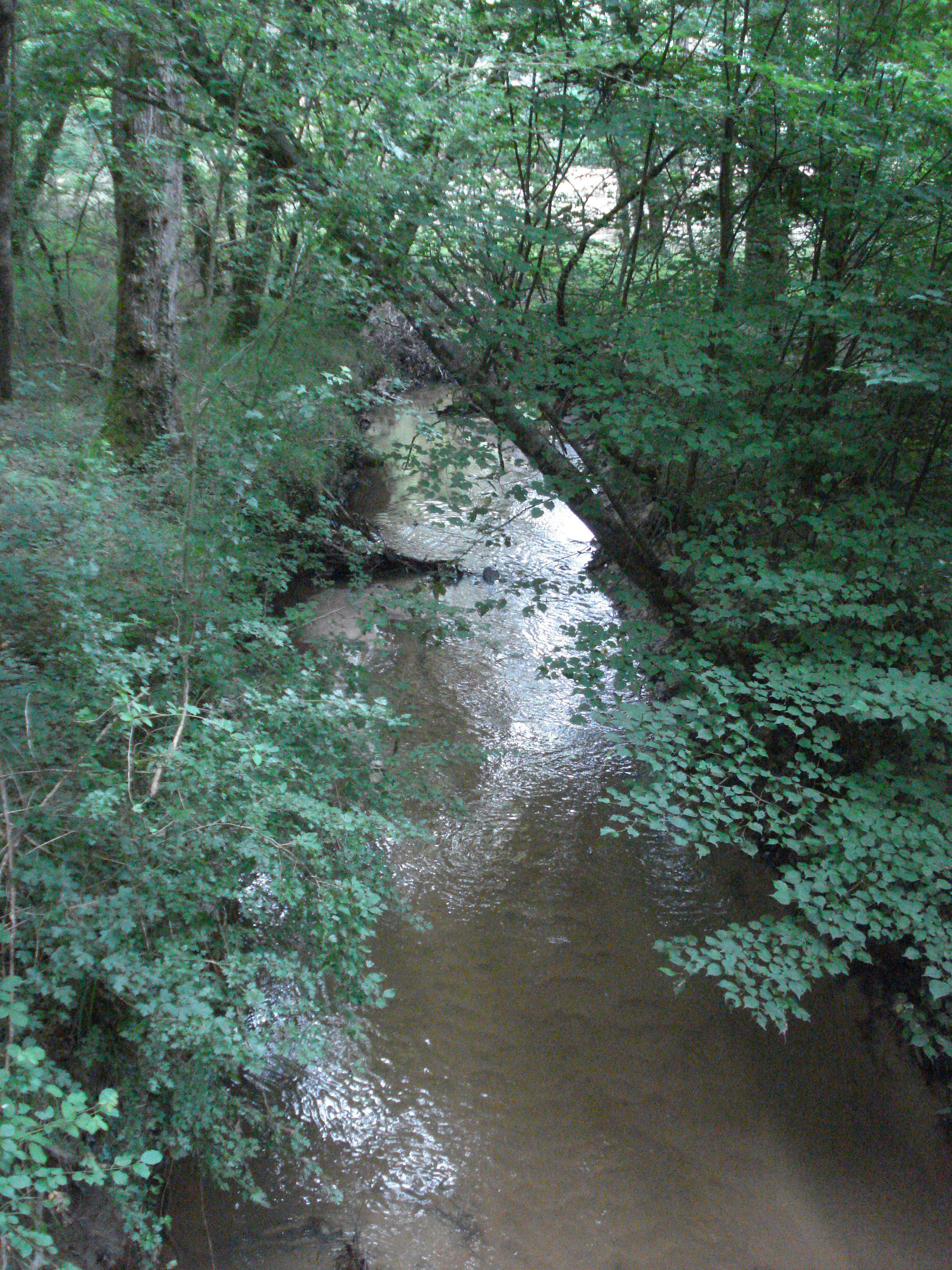
Der Lidoire in der Nähe von Fraisse

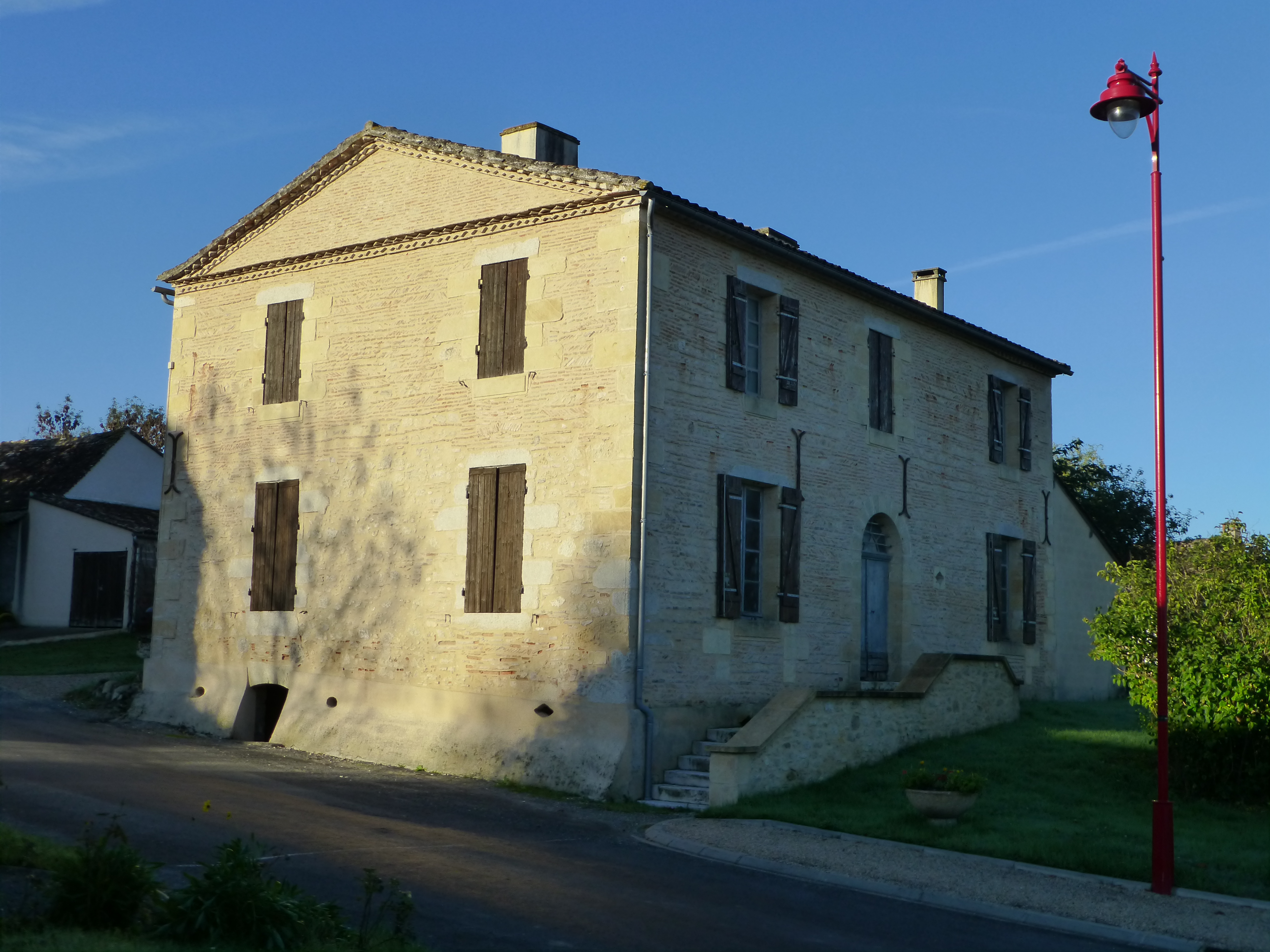
Ehemaliges Pfarrhaus

## Geschichte
Steingeräte, die an mehreren Stellen des Gemeindegebiets gefunden wurden, belegen, dass an diese Stellen vom Altpaläolithikum bis zur Jungsteinzeit besiedelt waren. Nicht weit von der Route départementale 13 wurden eine Furt und ein Brückenjoch gefunden, die zu einer Straßentrasse in gallorömischer Zeit gehören könnten. Die ehemalige Kirche wurde in der Nähe dieser Stelle errichtet wie die meisten der dem heiligen Martin von Tours geweihten Stätten, da dieser als Schutzpatron der Reisenden gilt. Allerdings wurden diese auch an der Stelle von ehemaligen heidnischen Kultstätten gebaut. Eine frühere Motte ist zu erkennen in der Nähe einer einstigen Wassermühle, die seit 1668 nicht mehr in Betrieb ist. Fraisse unterstand der Kastellanei von Mussidan und seinen Seigneurs. Der religiöse Einfluss auf die Geschicke von Fraisse war beträchtlich durch die Präsenz des Templerordens und nach seinem Verbot durch die des Malteserordens. Während des Hundertjährigen Kriegs hatte die Gemeinde keinen Pfarrer, und als Nicolas Tenent versuchte, diese Rolle im Jahre 1489 zu übernehmen, traf er auf den Widerstand der Gemeindemitglieder, vor allem, als es um die Erhebung des Zehnts ging. Ähnlich erging es Jacques Tardieu, der nach dem Widerruf des Edikts von Nantes diese Abgabe eintreiben wollte. Zahlreiche Einwohner waren aber in der Zwischenzeit zum Protestantismus übergetreten, wie das Grab der Familie Dessaigne-Lajonie beweist. Während des ersten Kaiserreichs weigerte sich ein Schmied seiner Einberufung nachzukommen und versteckte sich an einem Ort, der später le Pin du Forgeron (deutsch die Kiefer des Schmieds) genannt wurde. Der Gemeinderat verlangte im Jahre 1861 die Verlegung einer Eisenbahntrasse nahe an Fraisse, um die bedeutenden wirtschaftlichen Tätigkeiten, Weinbau und Forstwirtschaft zu fördern.

### Toponymie
Toponyme und Erwähnungen von Fraisse waren:
- Frayce (Kirchenregister des 13. Jahrhunderts),
- Fraxinus prope Mussidanum (1364, Schriftensammlung des Abbé de Lespine),
- Frayssinus (1440, Schriftensammlung Mourcin),
- Fraisse (1750, 1793 und 1801, Karte von Cassini, Notice Communale bzw. Bulletin des Lois),
- Fraysse (1873, Dictionnaire topographique du département de la Dordogne).[6][7][8]

### Einwohnerentwicklung
Nach Beginn der Aufzeichnungen stieg die Einwohnerzahl in der ersten Hälfte des 19. Jahrhunderts auf einen Höchststand von rund 560. Von der zweiten Hälfte des gleichen Jahrhunderts an sank die Größe der Gemeinde in beträchtlichem Umfang bei relativ kurzen Erholungsphasen bis zu den 1990er Jahren auf 120 Einwohnern, bevor eine moderate Wachstumsphase einsetzte, die bis heute andauert.
| Jahr      | 1962 | 1968 | 1975 | 1982 | 1990 | 1999 | 2006 | 2010 | 2022 |
| --------- | ---- | ---- | ---- | ---- | ---- | ---- | ---- | ---- | ---- |
| Einwohner | 190  | 170  | 140  | 129  | 120  | 157  | 152  | 141  | 173  |

## Sehenswürdigkeiten

### PfarrkircheSaint-Martin
Die Martin von Tours geweihte Kirche wurde im 19. Jahrhundert im neuromanischen Stil als Neubau errichtet. Sie besitzt einen einfachen Grundriss in Form eines lateinischen Kreuzes mit einer halbrunden Apsis. Der Eingang befindet sich am Fuß des dreigeteilten, spitz zulaufenden Glockenturms und gewährt Einlass in das Kircheninnere über eine Vorhalle.

## Wirtschaft und Infrastruktur

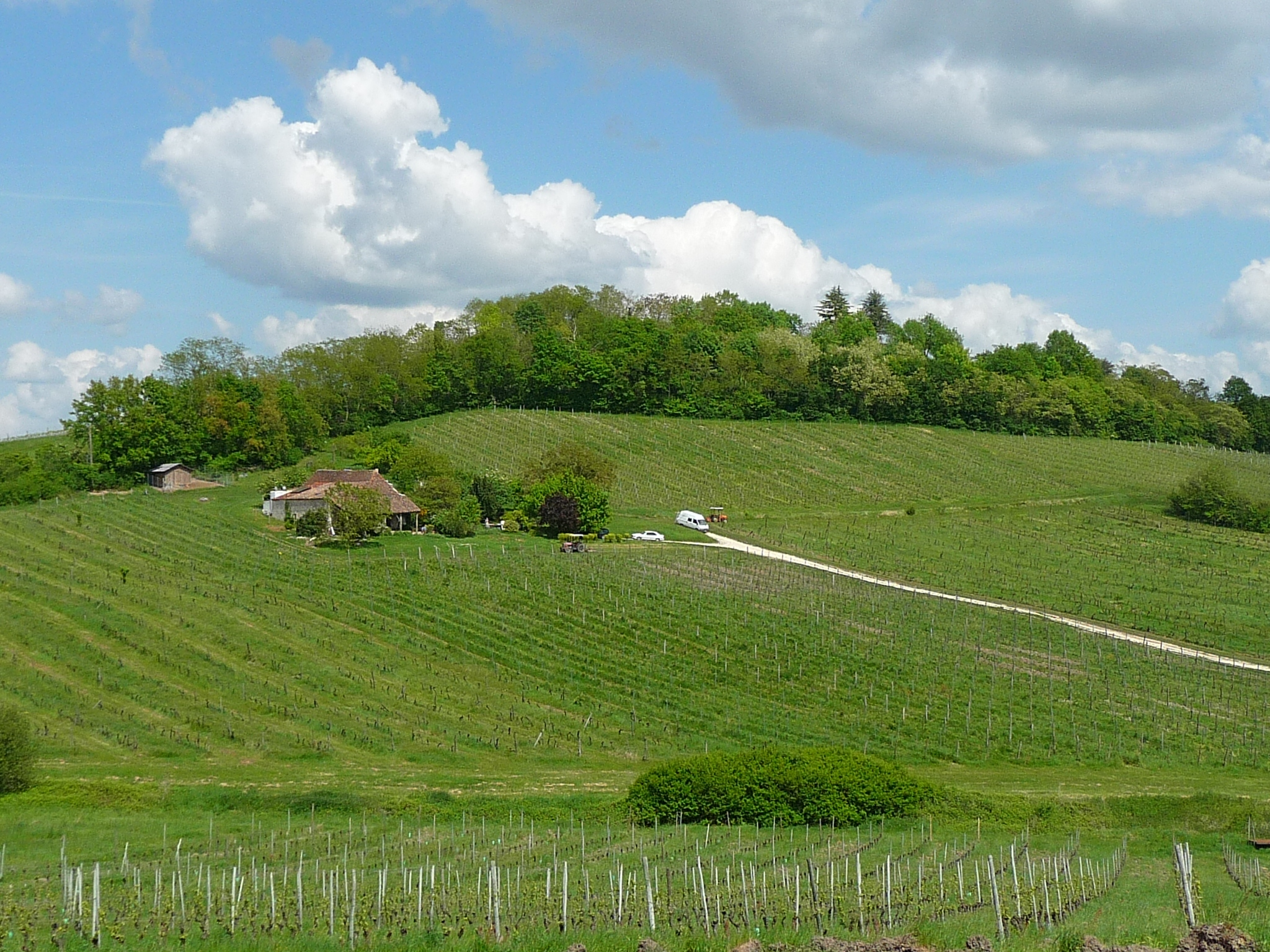
Weinberg der AOC Côtes de Bergerac

Fraisse liegt in den Zonen AOC des Bergerac mit den Appellationen Bergerac und Côtes de Bergerac.

### Verkehr
Die Route départementale 13 durchquert Fraisse von West nach Ost und verbindet die Gemeinde im Westen mit der Nachbargemeinde Saint-Géraud-de-Corps und im Osten mit der Nachbargemeinde Saint-Georges-Blancaneix und im weiteren Verlauf mit Bergerac. Die Route départementale 20 durchquert Fraisse von Nord nach Süd und verbindet die Gemeinde im Norden mit der Nachbargemeinde Saint-Géry und im weiteren Verlauf mit Mussidan an der Verkehrsachse Bordeaux–Périgueux sowie im Süden mit der Nachbargemeinde Monfaucon und im weiteren Verlauf mit Sainte-Foy-la-Grande im Département Gironde an der Verkehrsachse Bordeaux–Bergerac.

## Persönlichkeiten
Sereirrof, geboren 1947 im Département Haute-Savoie, besitzt einen Hochschulabschluss in Gas und Plasmaphysik. Er wohnt in Fraisse und arbeitete dort zwischen 1998 und 2003 als Mosaizist und stellt seit 2001 seine Werke als Maler aus.